# 국립공원

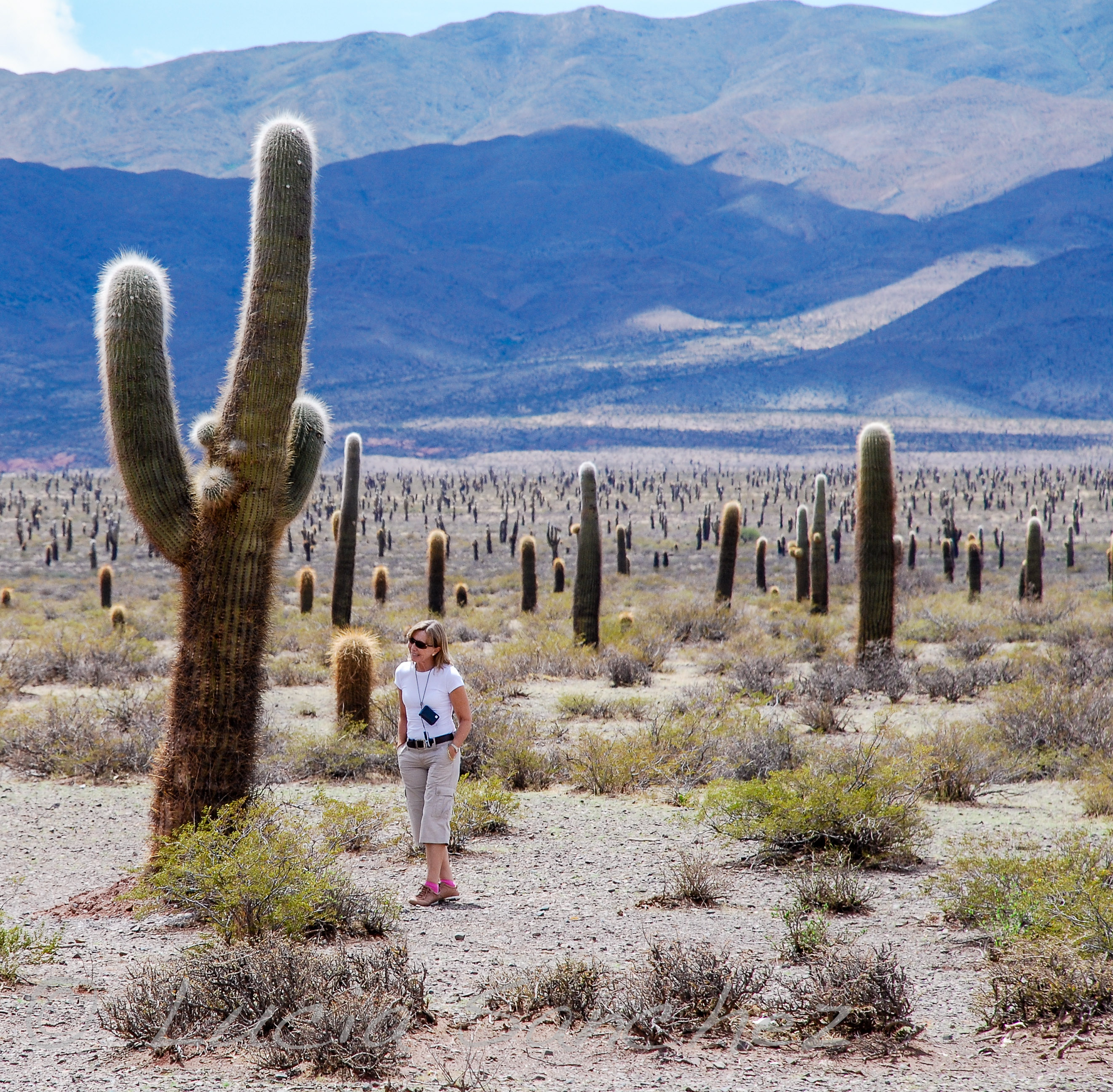
아르헨티나의 로스카르도네스 국립공원

국립공원(國立公園)은 자연환경보호법에 따라 국가에 의해 지정된 자연환경, 이를테면 산, 강, 평야 혹은 바다의 한 부분 등을 일컫는다. 여기에서 특별히 보호할 가치가 있는 자연환경이란 천연적으로 아름다움을 가진 자연뿐만 아니라 희귀 생물들의 서식지, 그리고 그곳에 남겨진 뜻깊은 유적지 등을 포괄한다.
국립공원은 국가적으로 비교할 수 없는 자연적, 역사적, 문화적 중요성 때문에 보전 목적으로 지정된 자연공원이다. 정부가 보호하고 소유하는 자연, 반자연 또는 개발된 토지 지역이다. 정부마다 국립공원 지정 기준이 다르지만 '야생 자연'을 후대를 위해 보존하고 국가적 자부심의 상징으로 보존하는 것은 전 세계 모든 국립공원을 지속적으로 보호하려는 공통된 동기이다. 국립공원은 거의 언제나 대중이 접근할 수 있다. 일반적으로 국립공원은 중앙 정부가 개발, 소유 및 관리하지만, 연방 또는 위임 정부 형태를 갖춘 일부 국가에서는 "국립공원"이 하위 국가, 지역 또는 지방 당국의 책임일 수 있다.
미국은 1872년 최초의 "국민의 이익과 즐거움을 위한 공공 공원 또는 유원지"인 옐로스톤 국립공원을 지정했다. 당시 옐로스톤은 공식적으로 "국립공원"으로 명명되지는 않았지만 실제로는 세계 최초이자 가장 오래된 국립공원으로 알려져 있다. 그러나 주변 농지를 보호하기 위해 경작이 제한되었던 토바고 주능선 산림보호구역(현재의 트리니다드 토바고, 1776년 지정)과 복드칸울산 주변 지역(몽골, 1778년)은 법적으로 가장 오래된 지역으로 간주된다. 보호 지역. 1911년 5월 19일에 설립된 파크스 캐나다는 세계에서 가장 오래된 국립공원 서비스이다.
국제자연보전연맹(IUCN)과 세계보호지역위원회(WCPA)는 "국립공원"을 카테고리 II 유형의 보호지역으로 정의했다. IUCN에 따르면 전 세계적으로 6,555개의 국립공원이 2006년에 기준을 충족했다. IUCN은 여전히 국립공원을 정의하는 매개변수에 대해 논의하고 있다.
IUCN 정의에 부합하는 세계 최대의 국립공원은 북동 그린란드 국립공원으로 1974년에 지정되었으며 면적은 972,000km2(375,000평방마일)이다.

## 역사
1872년 옐로스톤 국립공원은 미국 최초의 국립공원으로 설립되었으며 이는 세계 최초의 국립공원이기도 하다.

## 나라별 국립공원

### 아시아

#### 대한민국의 국립공원
대한민국의 국립공원은 1967년 12월 29일, 지리산이 처음 지정된 이후 2016년 8월, 태백산까지 총 22개 곳이 지정되어 보호되고 있다. 한라산을 제외한 나머지 국립공원은 국립공원공단에서 관리하고, 한라산 국립공원은 제주특별자치도 직속으로 관리하고 있다.

## 행동 수칙
1. 야생 동물이나 식물을 채집하거나 방해하지 마십시오.
2. 야생 동물에게 먹이를 주는 행위는 동물의 본능을 저해하고, 사람을 위협하는 행동을 유발할 수 있으므로 삼가야 합니다.
3. 발생한 쓰레기는 반드시 되가져가거나 지정된 장소에 분리배출하여 주십시오.
4. 불법적인 취사 및 야영은 자연 환경을 훼손할 수 있으므로 금지되어 있습니다.
5. 등산로 및 탐방로를 이탈하지 마시고, 안내 표지판에 따라 정해진 경로로 이동하시기 바랍니다.
6. 탐방 전에는 물, 간식, 비상약품, 지도, 여벌 옷 등을 준비하는 것이 필수적입니다.
7. 등산 전 기상 상황을 반드시 확인하고, 폭우·눈·폭염 등 악천후에는 탐방을 자제하시기 바랍니다.
8. 급경사나 암벽 구간에서는 안전장비를 착용하고, 노약자나 어린이의 경우 각별한 주의가 필요합니다.
9. 가능하면 혼자보다는 여러 명이 함께 탐방하는 것이 안전합니다.
10. 지정된 구역 외의 차량 진입 및 드론 사용은 산림을 훼손하고 야생 동물에 스트레스를 줄 수 있으므로 금지되어 있습니다.
11. 야간에는 사고의 위험이 높으므로 출입을 삼가주시기 바랍니다.
12. 고성방가나 무단 취사 등은 다른 탐방객의 쾌적한 이용을 방해하므로 자제하여 주시기 바랍니다.
13. 소음 발생, 차량 방해, 질서 위반 행위는 삼가주시고, 공공 예절을 준수해 주십시오.
14. 반려동물을 동반할 경우 배설물은 반드시 수거하고, 목줄 착용 및 출입 제한 구역 준수를 철저히 해 주시기 바랍니다.
15. 고분, 사찰 등 문화재 보호를 위하여 접근 제한 구역은 반드시 지켜 주시기 바랍니다.

## 같이 보기
- 국립공원 목록